# Boeing EA-18
Die Boeing EA-18 Growler ist ein Kampfflugzeug zur elektronischen Kampfführung, das auf dem Mehrzweckkampfflugzeug F/A-18F Super Hornet basiert. Sie ersetzte bei der US Navy die Grumman EA-6 Prowler.
Obwohl die Maschinen offiziell den Beinamen Growler tragen, werden sie vom Personal häufig als Grizzly bezeichnet, um Verwechslungen mit dem Vorgänger Prowler zu vermeiden. Die Bezeichnung „E“ steht für elektronischer Kampf (Electronics); der Buchstabe „A“ für Erd- oder Seekampfflugzeug (Attack).

## Beschreibung
Als sich die Einsatzzeit der EA-6B Prowler, damals die einzige dedizierte EloKa-Plattform der U.S. Navy, dem Ende zuneigte, begann man im Jahr 2000 nach einem passenden Ersatz zu suchen. Schon früh erwies sich die F/A-18F Super Hornet als optimale Lösung, da nur geringe Umbauten nötig waren, was durch den hohen Zeitdruck besonders wichtig wurde. Außerdem kann auf bestehende Ersatzteillager und Wartungsprozesse zurückgegriffen werden, was eine erhebliche Kosteneinsparung mit sich bringt. Erste Studien für eine solche Variante hatte Boeing schon ab 1993 abgehalten. Im Frühjahr 2000 wurden erste Beladungsversuche mit den ALQ-99-Störbehältern gemacht. Am 15. November 2001 flog in St. Louis eine F/A-18F erstmals mit Störbehältern, wobei weitere F/A-18F später als Erprobungsträger bei den Tests zum Einsatz kamen. Im September des Jahres 2002 forderte die Navy dann formell die Entwicklung der neuen Growler auf Basis der zweisitzigen F/A-18F Block II. Am 29. Dezember 2003 wurde schließlich der Entwicklungsvertrag im Wert von 979 Mio. Dollar unterzeichnet. Im Oktober 2004 begann die Montage des ersten Prototyps, 2005 wurden die Entwurfsarbeiten abgeschlossen und am 15. August 2006 startete die erste EA-18G zu ihrem Erstflug. Im April 2007 war die erste Testphase abgeschlossen und im Juli desselben Jahres wurde die Vorserienfertigung genehmigt. Am 10. September 2007 fand dann der Erstflug der ersten Serienmaschine statt, im Juni 2008 wurde die erste Maschine an einen Einsatzverband übergeben. Im Dezember 2009 begann die Serienproduktion der EA-18G, die bis 2013 laufen soll. Bis Ende 2009 wurden 14 Maschinen ausgeliefert.

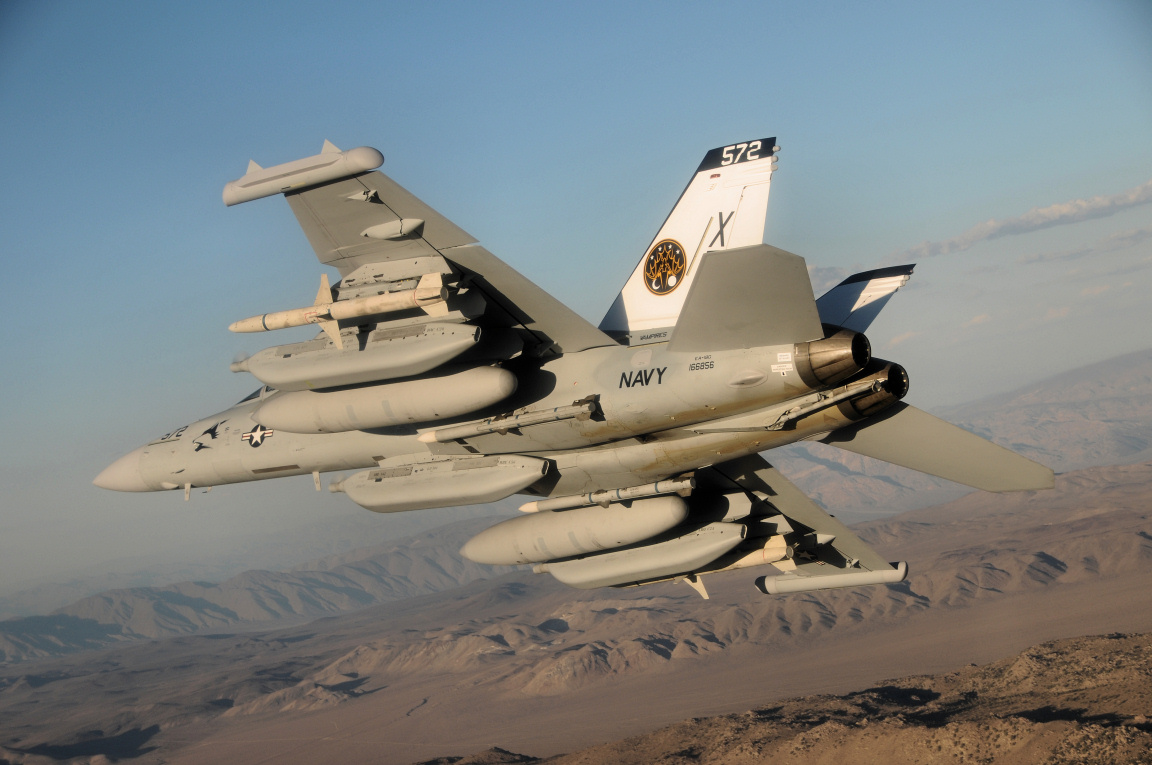
Eine EA-18G Growler mit AN/ALQ-99/218-Störsystemen und zwei zusätzlichen Abwurftanks

Die Störsysteme mit insgesamt 66 Antennen basieren zum Teil auf dem Stand der ICAP-III-Modernisierung, die für die Prowler vorgesehen ist. Den Kern bilden die drei starken AN/ALQ-99-Abstandsstörsysteme, wobei die beiden unter den Flügeln montierten Gondeln für einen hohen Frequenzbereich (1–20 GHz) zuständig sind, während die Gondel unter dem Rumpf die Störung niedrigfrequenter Radargeräte (0,064–1 GHz) sicherstellt. Im Extremfall können bis zu fünf ALQ-99-Systeme von der EA-18G eingesetzt werden. Das AN/ALQ-218(V)2, dessen Hardware sich zu großen Teilen in zwei Behältern an den Flügelspitzen befindet, liefert mittels einer komplexen Antennenanlage die nötigen Geodaten, die zur präzisen Fokussierung der Störimpulse des ALQ-99 benötigt werden, wobei es im begrenzten Maße auch selbst Radare stören kann. Um auch feindliche Kommunikationssysteme stören zu können, wurde die M61-Vulcan-Bordkanone entfernt und das Communication Countermeasure Set AN/ALQ-227 eingebaut. Das AN/APG-79-Bordradar ist ebenfalls in das Konzept integriert. Es soll feindliche Radaranlagen mit Frequenzen von 8 bis 12 GHz mit hoher Präzision orten und zielgerichtet stören. Die verwendete AESA-Technologie ermöglicht zwar sehr leistungsfähiges EloKa-Anwendungen, allerdings ist der Wirkungsbereich auf den vorderen 120°-Sektor beschränkt. Das Interference Cancellation System (INCANS) stimmt wiederum die Kommunikationseinrichtungen so ab, dass diese auch bei dem Einsatz der EloGM-Systeme interferenzfrei arbeiten können, womit der Besatzung ein wesentlich besseres Situationsbewusstsein ermöglicht wird. Außerdem ist das hintere Cockpit für den EloKa-Offizier nun mit einem 20 × 23 cm großen MFD, einem Touchscreen-LCD für die Bordsysteme und zwei Mehrzweck-Displays (je 13 cm²) ausgestattet. Neben den aktiven Störsystemen können bei SEAD-Missionen auch zwei AGM-88 HARM mitgeführt werden, wobei in Zukunft auch andere Waffen wie die AGM-154 eingerüstet werden sollen. Zum Selbstschutz vor feindlichen Jagdflugzeugen sind in jedem Fall zwei AIM-9 Sidewinder oder AIM-120 AMRAAM und ein AN/ALR-67(V3) für Gegenmaßnahmen vorhanden. Die maximale Landemasse auf Flugzeugträgern liegt bei 21.320 kg, wobei die Landegeschwindigkeit bei 263 km/h liegt.
Die Navy plante die Anschaffung von 88 Maschinen, wobei zunächst nur 57 Maschinen bei Boeing fest bestellt wurden (56 Serien- plus eine Testmaschine), wobei alle Flugzeuge auf der Naval Air Station Whidbey Island untergebracht werden. Die erste Maschine wurde am 22. September 2006 für ein fünfmonatiges Testprogramm in einer abgeschirmten Messkammer (Anechoic-Kammer) an die US Navy nach Patuxent River ausgeliefert. In dieser Kammer können umfangreiche EloKa-Tests an einem statischen Prüfstand realitätsnah vorgenommen werden. Die Growler wird zum größten Teil auf den Fertigungsstraßen der Super Hornet gebaut und bekommt erst am Ende des Produktionsprozesses den Großteil ihrer spezifischen Ausrüstung. Hierbei werden etwa 300 zusätzliche Leitungsbündel in die Flugzeugzelle eingebaut. Im Mai 2010 bestellte das Pentagon 124 weitere Super Hornets, wobei es sich bei 58 Maschinen um Growlers handelt. Damit steigt die gesamte Flottenstärke auf 114 Flugzeuge.
Bereits Australien, als Betreiber der F/A-18, wollte Anfang 2008 sechs EA-18G Growler bestellen, wobei das Exportgeschäft vor der Ausführung von der US-Legislative bewilligt werden muss. Statt einer Bestellung entschied man sich allerdings 2012 dazu, zwölf der 24 F/A-18 zu E/A-18 umzurüsten, wobei die Marine der Vereinigten Staaten die Störsender liefern sollten. Diese Entscheidung wurde jedoch im Mai 2013 dahin gehend revidiert, dass jetzt geplant ist, 12 neue EA-18G zu beschaffen (Zulauf ab 2017) und die vorhandenen 24 Super Hornet unverändert weiter zu betreiben.
Nachdem die EA-18G Growler am 22. September 2009 den Status „Initial Operating Capability“ erreichte, folgte am 17. Februar 2011 die „Full Operational Capability“. Den ersten Einsatz absolvierten die Maschinen 2011 über Libyen im Rahmen der Operation Odyssey Dawn.
Bei der deutschen Luftwaffe stand die EA-18G Growler als ein möglicher Nachfolger des Tornado ECR zur Diskussion. Dies wurde verworfen, stattdessen soll der Eurofighter EK mithilfe des Sensorsystems „Arexis“ von Saab diese Rolle übernehmen.

## Technische Daten
| Kenngröße                | Daten der EA-18G Growler                                                                                          |
| ------------------------ | --- |
| Besatzung                | 2 (Pilot und Waffensystemoffizier)                                                                                |
| Länge                    | 18,32 m |
| Spannweite               | - 13,63 m - 9,32 m (hochgeklappt)                                                                                 |
| Höhe                     | 4,88 m |
| Flügelfläche             | 46,45 m² |
| Flügelstreckung          | 4,0 |

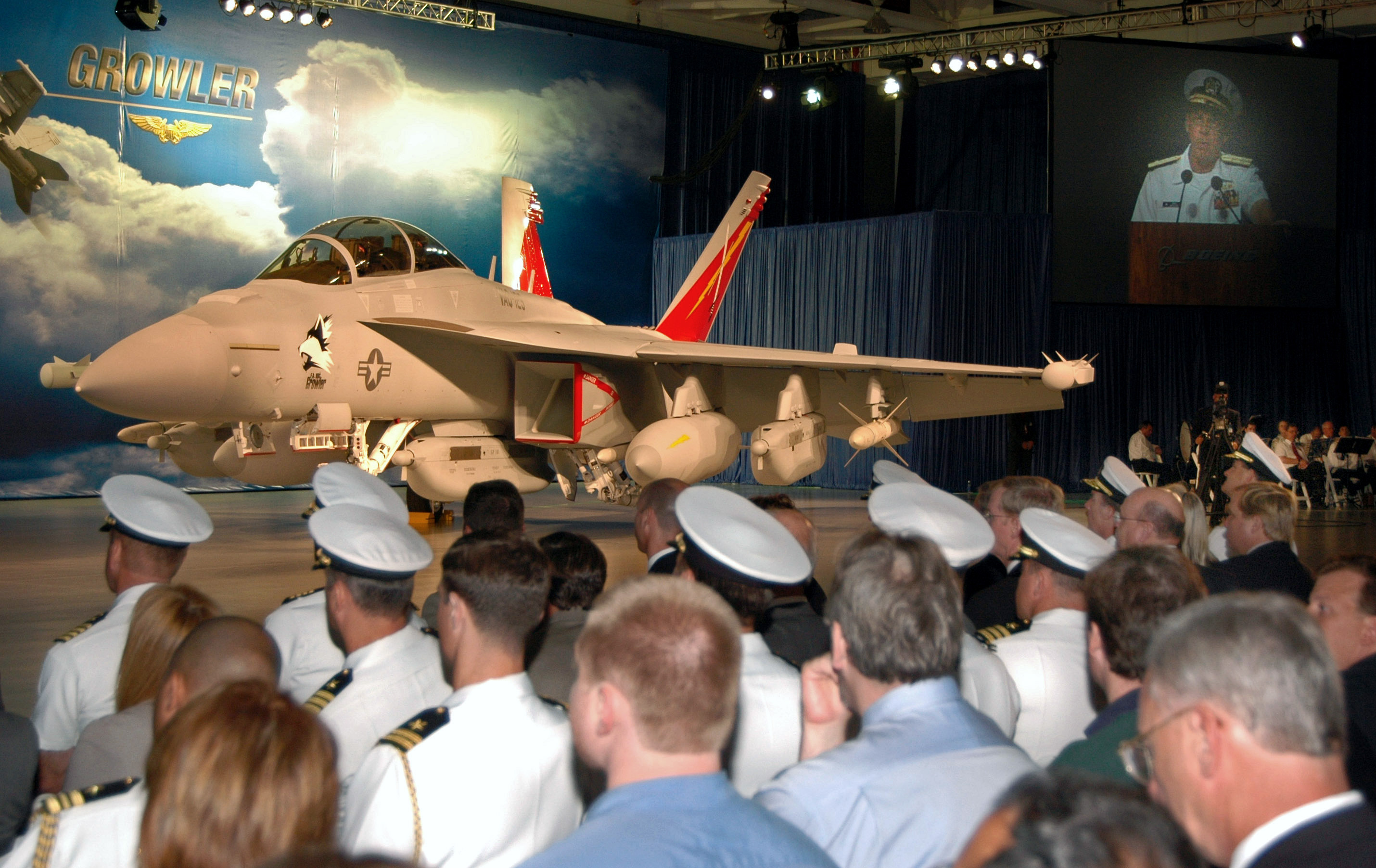
Rollout der EA-18G am 3. August 2006 vor geladenem Publikum

| Tragflächenbelastung     | - minimal (Leermasse): 323 kg/m² - nominal (normale Startmasse): 507 kg/m² - maximal (max. Startmasse): 645 kg/m² |
| Leermasse                | 15.010 kg |
| max. Waffenlast          | 6.215 kg |
| normale Startmasse       | 23.541 kg |
| max. Startmasse          | 29.964 kg |
| max. Treibstoffkapazität | - 6.325 kg (intern) - 4.425 kg (extern)                                                                           |
| Höchstgeschwindigkeit    | >Mach 1,8 (auf optimaler Höhe)                                                                                    |
| Dienstgipfelhöhe         | 15.240 m |
| Einsatzradius            | - 722 km (mit zwei AGM-88 HARM) - 1.020 km (ohne zusätzliche AGM-88 HARM)                                         |
| Reichweite               | 3.330 km (mit Zusatztanks)                                                                                        |
| Triebwerk                | zwei Mantelstromtriebwerke General Electric F414-GE-400                                                           |
| Schubkraft               | - mit Nachbrenner: 2 × 97,86 kN - ohne Nachbrenner: 2 × 63,47 kN                                                  |
| Schub-Gewicht-Verhältnis | - maximal (Leermasse): 1,33 - nominal (normale Startmasse): 0,85 - minimal (max. Startmasse): 0,67                |
| Stückpreis               | 73 Mio. US-Dollar                                                                                                 |

## Waffenzuladung (Bewaffnung)
Kampfmittel bis zu 6.215 kg an neun externen Aufhängestationen unter den beiden Tragflächen und dem Rumpf
Luft-Luft-Lenkflugkörper
- 4 × LAU-127A/A-Startschienen für je 1 × Raytheon AIM-9X „Sidewinder“ – infrarotgesteuert, selbstzielsuchend für Kurzstrecken
- 4 × LAU-127A/A-Startschienen für je 1 × MBDA AIM-132 „ASRAAM“ – infrarotgesteuert, selbstzielsuchend für Kurzstrecken
- 4 × LAU-127A/A-Startschienen für je 1 × Raytheon AIM-120-C5 „AMRAAM“ – radargesteuert, halbaktiv für Mittelstrecken
- 2 × LAU-116-Starthalterungen für je 1 × Raytheon AIM-120-C5 „AMRAAM“ – radargesteuert, halbaktiv für Mittelstrecken

Luft-Boden-Lenkwaffen
- 4 × LAU-118-Startschienen für je 1 × Texas Instruments AGM-88A/B „HARM“ – selbstzielsuchender Radarbekämpfungsflugkörper
- 4 × AGM-84H SLAM-ER
- 4 × AGM-154 JSOW
- 4 × AGM-158 JASSM

Gelenkte Bomben
- 4 × BRU-42 TER (Triple Ejection Rack) mit je 2 × GBU-12B/C/D „Paveway II“ (lasergelenkte 227-kg-/500-lb-Gleitbombe)
- 4 × BRU-42 TER (Triple Ejection Rack) mit je 2 × GBU-38 „JDAM“ (GPS-gelenkte 227-kg-/500-lb-Bombe)

Ungelenkte Bomben
- 2 × B61 (taktische 10 – 340 kT-Atombombe)

Externe Behälter
- 5 × AN/ALQ-99 Tactical Jamming System (TJS) EKF-Störbehälter
- 2 × AN/ALQ-218 Tactical Jamming System Receiver (TJSR) EKF-Aufklärungs- und Störbehälter
- 2 × AN/ALQ-249 Next Generation Jammer (NGJ) EKF-Störbehälter
- 1 × Raytheon AN/ASQ-228-ATFLIR-Zielbeleuchtungsbehälter
- 1 × Northrop Grumman AN/AAQ-28(V)-Generation-IV-Zielbeleuchtungsbehälter
- 3 × abwerfbarer Zusatztank für 1.800 Liter (480 US-Gallonen) Kerosin
- 3 × abwerfbarer Zusatztank für 1.200 Liter (330 US-Gallonen) Kerosin
- 1 × Luftbetankungsbehälter

## Nutzer
- Australien: 12[13][14]
- Vereinigte Staaten: 114 (2016)[15], insgesamt 160 bestellt[16][17][18]